# Щибрик Павло Давидович
Павло Давидович Щибрик (нар. 1914 — ?) — український радянський діяч, секретар Ровенського обласного комітету КПУ.

## Життєпис
Член ВКП(б).
Перебував на відповідальній партійній роботі.
На 1952—1954 роки — завідувач промислово-транспортного відділу Ровенського обласного комітету КПУ.
19 червня 1954 — листопад 1956 року — секретар Ровенського обласного комітету КПУ.
Подальша доля невідома.

## Нагороди
- орден «Знак Пошани»
- ордени
- медалі